# Titularbistum Euroea in Phoenicia
Euroea in Phoenicia/Evaria (ital.: Eurea di Fenicia) ist ein Titularbistum der römisch-katholischen Kirche.
Es geht zurück auf ein früheres Bistum in der römischen Provinz Syria Phoenice bzw. Phoenice im heutigen Syrien. Das Bistum gehörte der Kirchenprovinz Damascus an.
| Titularbischöfe von Euroea in Phoenicia/Evaria |                                        |                                                                                             |                    |                    |
| Nr.                                            | Name                                   | Amt                                                                                         | von                | bis                |
| 1                                              | Hernando Eusebio Oscot y Colombres OP  | Weihbischof in Fujian (China)                                                               | 1. Oktober 1737    | 28. November 1743  |
| 2                                              | Franciszek Kazimierz Dowgiałło Zawisza | Weihbischof in Inflanty (Livland) (Polen-Litauen)                                           | 13. April 1744     | 1766               |
| 3                                              | Antoni Onufry Urbański                 | Weihbischof in Przemyśl (Polen-Litauen)                                                     | 11. September 1769 | 1769               |
| 4                                              | Józef Ignacy Tadeusz Rybiński          | Koadjutorbischof in Włocławek (Polen-Litauen)                                               | 28. Februar 1774   | 23. Juni 1777      |
| 5                                              | Antoni Tadeusz Norbert Narzymski       | Weihbischof in Płock (Polen-Litauen)                                                        | 20. Juli 1778      | 10. Dezember 1799  |
| 6                                              | Nikolaus Rauscher                      | Weihbischof in Esztergom (Kaisertum Österreich)                                             | 16. März 1808      | 1815               |
| 7                                              | José Joaquín Isaza Ruiz                | Koadjutorbischof in Medellín (Kolumbien)                                                    | 22. November 1869  | 29. März 1873      |
| 8                                              | Paul François Marie Goethals SJ        | Apostolischer Vikar von Westbengalen (Britisch-Indien)                                      | 3. Dezember 1877   | 3. Februar 1878    |
| 9                                              | Jean-Pierre Boyer                      | Koadjutorbischof in Clermont (Frankreich)                                                   | 15. Juli 1878      | 24. Dezember 1879  |
| 10                                             | Raffaele Mezzetti                      | emeritierter Bischof von Livorno (Italien)                                                  | 20. August 1880    | 1881               |
| 11                                             | Thomas Hyland OP                       | Koadjutorerzbischof in Port of Spain (Trinidad und Tobago)                                  | 1882               | Oktober 1884       |
| 12                                             | Johann Nepomuk Zobl                    | Weihbischof in Brixen (Italien)                                                             | 27. März 1885      | 13. September 1907 |
| 13                                             | Jan Feliks Cieplak                     | Weihbischof in Mahiljou (Russland)                                                          | 12. Juli 1908      | 28. März 1919      |
| 14                                             | Antonio Maria Capettini PIME           | Apostolischer Vikar von Süd-Shaanxi (China) Weihbischof in Porto und Santa Rufina (Italien) | 7. April 1919      | 6. Juli 1958       |
| 15                                             | Edoardo Piana Agostinetti              | Weihbischof in Novara (Italien)                                                             | 21. Juli 1958      | 14. Januar 1976    |